# Viljem II. Gornjepanonski
Viljem II. je bil od sredine 9. stoletja do svoje smrti v vojni z Moravci kneza Slavomirja leta 871 mejni grof Panonske marke, * 830 ?, † 871.

## Življenje
Leta 870 se je velikomoravski knez Svetopolk uprl Rostislavu in s pomočjo frankovskih čet uspel odstaviti Rostislava in ga predati Ludviku II. Nemškemu. Ludvik je ukazal zapreti tudi Svetopolka in Metoda in na Velikomoravsko poslal Viljema II. in njegovega brata  Engelšalka I. za velikomoravska regenta. Moravcem to ni bilo všeč in so se pod vodstvom začasnega kneza Slavomirja dvignili proti Viljemu in njegovemu bratu. V bojih z Moravci sta bila oba ubita.
Po njuni smrti ju je nasledil mejni grof Aribo, proti kateremu se je v letih 882–884 uprl Engelšalkov sin Engelšalk II. Njegov upor je postal znan kot vojna Viljemovcev, potomcev Viljemovega očeta Viljema I.

## Vira
- Weltin, Maximilian. Niederösterreichisches Urkundenbuch. St. Pölten: Niederösterreichisches Landesarchiv. 2008. Dostopmo online. ISBN 978-3-85028-465-3. str. 35.
- Kraus, Andreas, Spindler, Max. Handbuch der bayerischen Geschichte/1 Das alte Bayern: das Stammesherzogtum bis zum Ausgang des 12. Jahrhunderts. München: Beck, 1981. str. 270. ISBN 3-406-07322-0.